# Rudolf Kügler
Rudolf Kügler (Berlín, 27 de septiembre de 1921 - Berlín, 8 de octubre de 2013) fue un pintor y escultor alemán.

## Datos biográficos
Casado con Ingeburg Kügler, nacida Wilhelms, hijos: Clementine(1959), Julius (1963). 
1946-48 estudios en la Academia de Bellas Artes de Berlin-Weissensee. 
En el periodo 1948-54 en la Academia de las Artes de Berlín (HdK) con el pintor y profesor Max Kaus. 
1952-58 viajes a España, Marruecos, Egipto, Grecia y Noruega. 
Desde 1956 catedrático en la Academia de Bellas Artes de Berlín. Desde 1971 estancias regulares en Ibiza. Exposiciones y jardín de esculturas de madera encontrada en el mar.

## Exposiciones individuales (extracto)
1957 Leopold-Hoesch-Museum, Distrito de Düren,
1958 Galerie Gerd Rosen Berlín, 
1961 Hauswedell (Hamburgo), 
1963 Instituto Alemán de Nueva York
1965 y 1992 Haus am Lützowplatz Berlín, 
1971 Ivan Spence (Ibiza), 
De forma regular en Galería Es Molí (Ibiza), Galerie Bremer (Berlín), H.S.Galerie (Heidelberg). 
1990 Tres d’Oros (Palma de Mallorca),
2012 Galerie Münzing Claassen (Berlín)
2019 Zellermayer Galerie (Berlín)
2021 Bellemur Art Project (Ibiza)
2021 Zellermayer Galerie (Berlín)

## Exposiciones colectivas (extracto)
German Graphics of the 20th Century (Islandia 1953), 
II. Documenta Kassel (1959),
The 30th Exhibition of the Japan Prints Tokio (1962),
9 esmaltes en la Exposición Universal de Nueva York (Pabellón de Berlín 1964),
Werner Haftmann-Malerei del siglo XX (1954),
Kulturrevue Múnich (1963), 
Fikrun Wa Fun (1964).

## Publicaciones
“Einblicke. Arbeiten 1950-1992”, “Dibujos 1950-1990” Rembrandt-Verlag Berlín 1991.
Rudolf Kügler, Rudolf Kügler: Bilder, Emails: Ausstellung 29. April - 27. Mai, 1965, 1965

## Premios
1952 „Dankspende des deutschen Volkes“, 
1954 “Concurso acero y hierro“ y premio de los amigos de las Bellas Artes de Berlín, 
1959 Böttcherstraße Bremen, 
1961 premio del Estado de Baviera.